# Sindre Bjørnestad Skar
Sindre Bjørnestad Skar (22 januari 1992) is een Noorse langlaufer.

## Carrière
Bij zijn wereldbekerdebuut, in februari 2011 in Drammen, scoorde Skar direct zijn eerste wereldbekerpunten. In maart 2013 behaalde de Noor in Lahti zijn eerste toptienklassering in een wereldbekerwedstrijd. Twee jaar later stond hij in Lahti voor de eerste maal in zijn carrière op het podium van een wereldbekerwedstrijd. Op 14 januari 2017 boekte Skar in Toblach zijn eerste wereldbekerzege. Op de wereldkampioenschappen langlaufen 2017 in Lahti eindigde de Noor als dertiende op de sprint.
In Seefeld nam hij deel aan de wereldkampioenschappen langlaufen 2019. Op dit toernooi eindigde hij als zevende op de sprint.

## Resultaten

### Wereldkampioenschappen
| Jaar | Plaats  | Resultaten               |
| ---- | ------- | ------------------------ |
| 2017 | Lahti   | 13e Sprint (vrije stijl) |
| 2019 | Seefeld | 7e Sprint (vrije stijl)  |

### Wereldbeker
Eindklasseringen
| Seizoen   | Algm | DI   | SP    | TdS |
| --------- | ---- | ---- | ----- | --- |
| 2010/2011 | 167e | –    | 105e  | –   |
| 2012/2013 | 112e | –    | 64e   | –   |
| 2013/2014 | 108e | 104e | 58e   | –   |
| 2014/2015 | 56e  | –    | 19e   | –   |
| 2015/2016 | 55e  | –    | 21e   | –   |
| 2016/2017 | 16e  | 54e  | Brons | –   |
| 2017/2018 | 29e  | 36e  | 11e   | DNF |
| 2018/2019 | 11e  | 33e  | 4e    | DNF |
| 2019/2020 | 24e  | 48e  | 10e   | –   |
| 2020/2021 | 40e  | 52e  | 25e   | –   |

Wereldbekerzeges individueel
| Nr. | Datum           | Plaats  | Onderdeel            |
| --- | --------------- | ------- | -------------------- |
| 1.  | 14 januari 2017 | Toblach | Sprint (vrije stijl) |
| 2.  | 12 januari 2019 | Dresden | Sprint (vrije stijl) |

Wereldbekerzeges team
| Nr. | Datum            | Plaats  | Onderdeel                           | Teamgenoot |
| --- | ---------------- | ------- | ----------------------------------- | ---------- |
| 1.  | 13 januari 2019  | Dresden | 6 × 1,6 km teamsprint (vrije stijl) | Valnes     |
| 2.  | 22 december 2019 | Planica | 6 × 1,2 km teamsprint (vrije stijl) | Valnes     |